# Sindrome di Kasabach-Merritt
La sindrome di Kasabach-Merritt, conosciuta anche come emangioma con trombocitopenia,  è una malattia rara, tipicamente infantile, caratterizzata dalla presenza di tumori vascolari congeniti che conducono a una riduzione del numero delle piastrine e, talvolta, ad altri disordini dell'emostasi che possono essere pericolosi per la vita.
È stata descritta la prima volta dai pediatri Haig Haigouni Kasabach e Katharine Krom Merritt nel 1940.

## Fisiopatologia
La sindrome è in genere causata da un emangioendotelioma o da un altro tumore vascolare, spesso presente alla nascita. Anche se questi tumori sono relativamente comuni, è raro che causino il quadro clinico della sindrome di Kasabach-Merritt.
Quando questi tumori sono di grandi dimensioni o sono in rapida crescita, a volte possono sequestrare le piastrine circolanti, causando grave trombocitopenia. La combinazione di tumore vascolare e trombocitopenia definisce la sindrome. I tumori possono essere trovati nella estremità del tronco, negli arti superiori e inferiori, nel retroperitoneo e nelle aree cervicali e facciali.
Questo coagulopatia influisce anche su fattori di coagulazione, come il fibrinogeno; ciò può peggiorare il sanguinamento. La coagulopatia può portare alla coagulazione intravascolare disseminata e persino alla morte.
L'anemia emolitica secondaria alla distruzione microangiopatica (danno fisico) dei globuli rossi può essere espressa come lieve, moderata o grave.

## Diagnosi
L'iter diagnostico per la condizione è diretto dai segni e sintomi di presentazione e può comprendere:
- emocromo, studi di coagulazione e altre prove di laboratorio
- test di imaging biomedico (ecografia, TAC, risonanza magnetica, talvolta angiografia e più raramente esami di medicina nucleare)
- biopsia del tumore.

I pazienti mostrano in modo uniforme trombocitopenia grave, bassi livelli di fibrinogeno, elevati prodotti di degradazione della fibrina (a causa della fibrinolisi) e anemia emolitica microangiopatica.

## Trattamento
Il trattamento della sindrome di Kasabach-Merritt, in particolare nei casi più gravi, può essere complessa e richiede lo sforzo congiunto di più specialisti. Si tratta di una malattia rara, senza linee guida di trattamento o grandi studi randomizzati controllati che possano guidare la terapia.

### Terapia di supporto
I paziente affetti dalla condizione possono risultare molto malati e quindi necessari di cure intensive. Essi sono a rischio di complicanze emorragiche tra cui emorragia intracranica. La trombocitopenia e la coagulopatia possono essere trattate con trasfusioni di piastrine e plasma, anche se è necessario prestare cautela a causa del rischio di sovraccarico di liquidi ed dell'insufficienza cardiaca da trasfusioni multiple. La possibilità di coagulazione intravascolare disseminata, una condizione pericolosa e difficile da gestire, è preoccupante. Farmaci anticoagulanti e antiaggreganti piastrinici possono essere utilizzati dopo un'attenta valutazione dei rischi e dei benefici.

### Il trattamento definitivo
In generale, il trattamento dei sottostanti tumori vascolari comporta la guarigione. Se la resezione chirurgica completa è fattibile, essa fornisce una buona opportunità per la cura (anche se può essere pericoloso operare un tumore vascolare in un paziente soggetto a sanguinamento).
Se la chirurgia non è possibile, varie altre tecniche possono essere utilizzate per controllare il tumore:
- embolizzazione (mediante radiologia interventistica) che può limitare l'apporto di sangue del tumore
- bendaggi compressivi esterni possono avere effetti simili
- alcuni farmaci, tra cui:
  - corticosteroidi
  - interferone-alfa
  - chemioterapia (ad esempio vincristina)
- la radioterapia è stata usata, spesso con successo, ma ad oggi (2015) viene evitata quando possibile a causa del rischio di effetti negativi a lungo termine (ad esempio, il rischio di sviluppare un nuovo tumore in futuro).

## Prognosi
La sindrome di Kasabach-Merritt ha un tasso di mortalità di circa il 30%. Per i pazienti che sopravvivono alla malattia acuta, la terapia di supporto può essere richiesta attraverso una graduale ripresa. Inoltre, i pazienti possono avere bisogno di cure da un dermatologo o chirurgo plastico per le residue lesioni estetiche. Sul lungo periodo di follow-up, la maggior parte dei pazienti presentano depigmentazione della pelle.